# Ladislav Ťažký

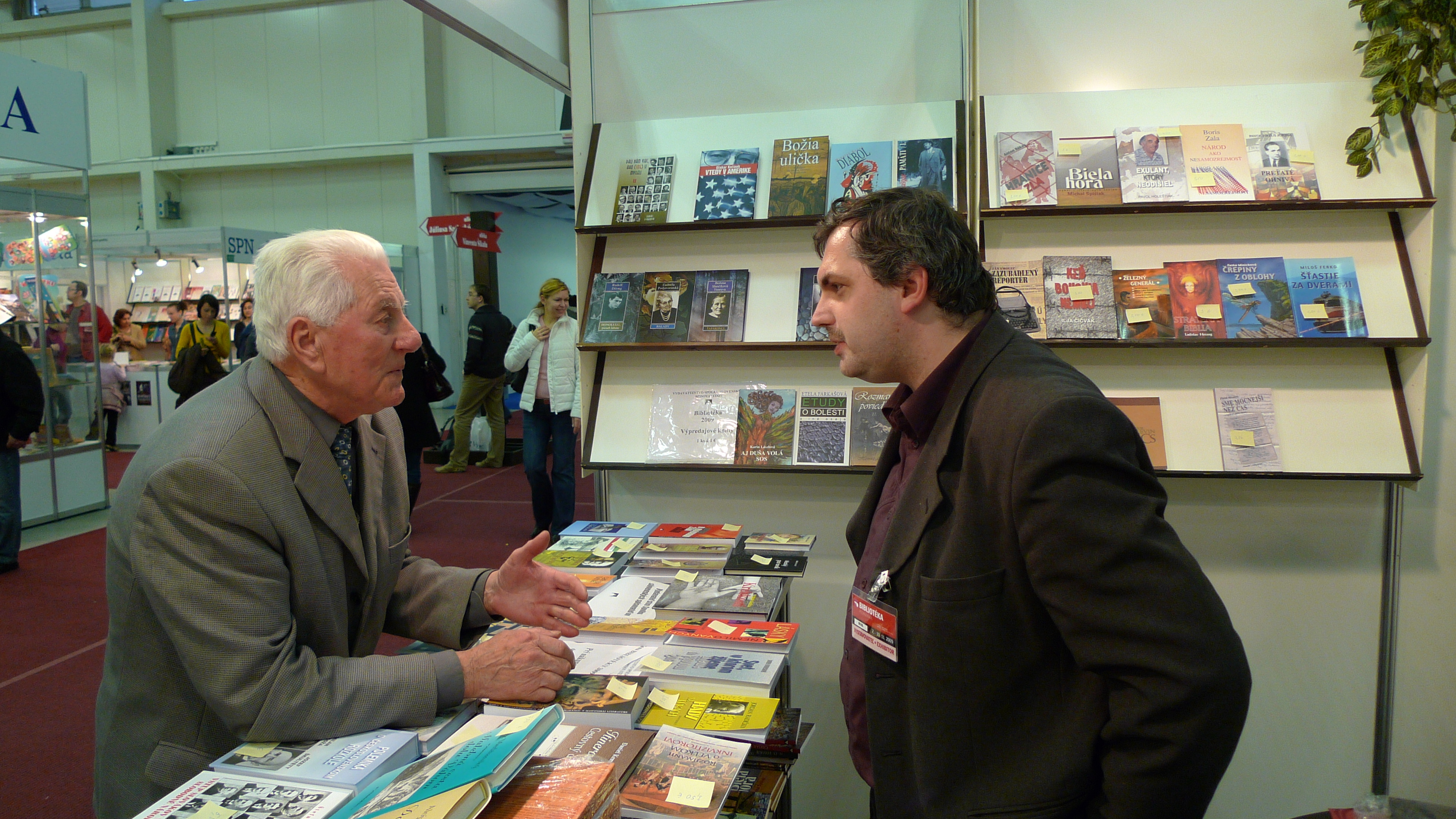
Ladislav Ťažký na knižném veltrhu Bibliotéka 2009, Bratislava

Ladislav Ťažký (19. září 1924, Čierny Balog, Československo – 20. ledna, 2011, Bratislava) byl slovenský spisovatel-prozaik, publicista, dramatik, scenárista.

## Životopis
Narodil se ve slovenské rodině lesního dělníka a účastníka SNP Antona Ťažkého a vzdělání získal v Čierném Balogu a v roce 1940 získal odborné vzdělání ve Vojenském kartografickém ústavu. Krátce působil jako pekárenský učeň, v letech 1938-1940 pracoval jako lesní dělník a na stavbě silnice v Brezně. V době druhé světové války zaujal jednoznačný vlastenecký a protifašistický postoj. V roce 1941 byl nasazen na východní frontě, z tohoto prostředí pochází i významná část jeho tvorby. Později se zúčastnil odboje v době Slovenského národního povstání, následně byl internován v Rumunsku.

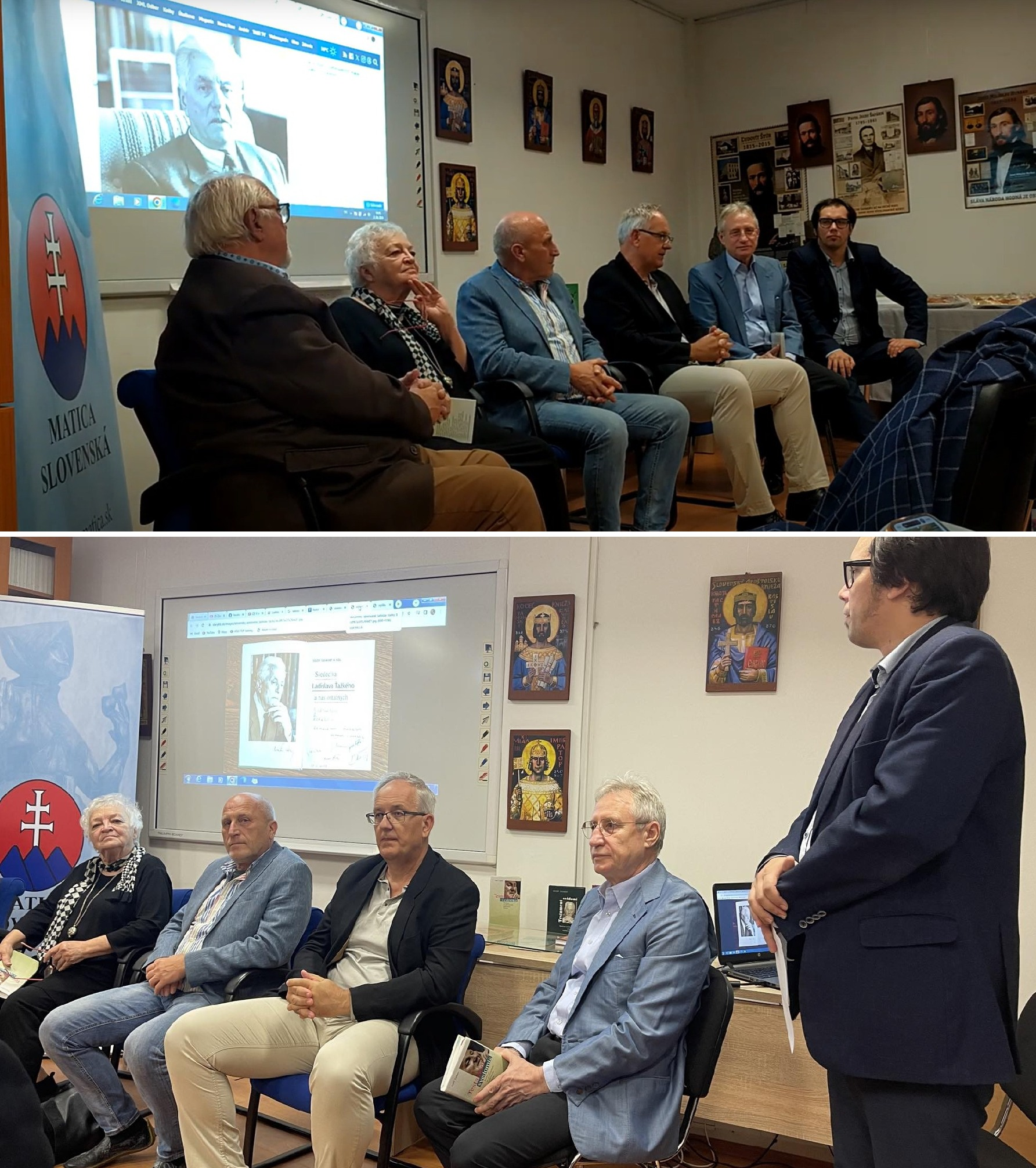
Sté výročí narození spisovatele a čestného předsedy Spolku slovenských spisovatelů Ladislava Ťažkého v Matici slovenské pořádané se Spolkem slovenských spisovatelů, zleva Peter Rašla, Ida Rapaičová, Gabriel Rehák, Peter Ťažký, Jozef Leikert, Lukáš Perný

Z internačního tábora utekl, byl opětovně chycen v Maďarsku a převezen do zajateckého tábora v Rakousku. Po válce pracoval krátce jako kreslič v Košicích, v letech 1946-1948 byl sociálním referentem v Brezně. V letech 1948-1952 studoval na Vysoké škole politicko-hospodářských věd v Praze. V letech 1952-1958 byl pracovníkem oddělení kultury Ústředního výboru ÚV KSS v Bratislavě. V letech 1959-1962 vědecký aspirant Institutu společenských věd ÚV KSČ v Praze (CSc.). nějakou dobu se věnoval vlastní tvorbě, v letech 1967-1968 pracoval v redakci deníku Smena. Za veřejně prezentované postoje, ve kterých ostře odsoudil vpád vojsk Varšavské smlouvy do Československa v roce 1968 a následné odmítání čistek ve veřejném životě byl v roce 1970 vyloučen z Komunistické strany Slovenska a ze
Svazu slovenských spisovatelů. Později pracoval v Ústředí lidové umělecké výroby (ÚĽUV). Od roku 1979 se věnuje jen literární tvorbě. V době tzv. normalizace byl v určitých obdobích pod státním policejním dohledem, navzdory tomu se setkával i s představiteli tzv. obrodného procesu z roku 1968, např. s Alexandrem Dubčekem. Po vzniku samostatné Slovenské republiky v roce 1993, mu byla nabídnuta kandidatura na funkci prezidenta Slovenské republiky, což však odmítl. Od roku 1990 byl čestným předsedou Spolku slovenských spisovatelů, člen Předsednictva Matice slovenské, externí poradce prezidenta republiky.

## Tvorba
Knižně debutoval sbírkami povídek, později psal i novely a zejména romány. Nejčastějším námětem jeho děl se stala druhá světová válka a Slovenské národní povstání, přičemž do svých děl vložil i mnoho autentických i autobiografických prvků. Kromě prozaické tvorby se věnoval i psaní filmových scénářů, divadelních her, cestopisů a publicistických textů, ale také literatuře pro mládež. Podle jeho scénáře natočil v roce 1968 režisér Juraj Jakubisko film Zbehovia a pútnici složený ze tří povídek: Zběhové, Dominika, Poutníci.

## Dílo
- 1963 – Vojenský zbeh, sbírka povídek
- 1963 – Hosť majstra Čerta, sbírka povídek
- 1964 – Dunajské hroby, novela z druhé světové války
- 1964 – Amenmária. Samí dobrí vojaci, román
- 1965 – Kŕdel divých Adamov, sbírka novel
- 1966 – Hriešnica žaluje tmu, novela i drama (ve stejném roce i inscenace)
- 1968 – V páse zlomená, televizní film
- 1969 – Pivnica plná vlkov, román
- 1969 – Ozveny svedomia, vzpomínková kniha (skartována)
- 1970 – Pochoval som ho nahého, soubor pěti novel
- 1979 – Evanjelium čatára Matúša, román, volné pokračování románu Amenmária. Samí dobrí vojaci
- 1983 – Jánošíkova slza, pověst
- 1983 – Márie a Magdalény, krátké prózy
- 1986 – Aj v nebi je lúka, autobiografický román
- 1988 – Pred potopou, reportážní román
- 1990 – Smrť obchádza štadióny, soubor povídek pro mládež
- 1991 – Kto zabil Ábela?, román s detektivní zápletkou
- 1991 – Fantastická Faidra, alegorický novelistický triptych
- 1992 – Dvanásť zlatých monarchov, dobrodružný román
- 1993 – Maršalova dcéra, dobrodružný román
- 1996 – Testament svedomia, soubor rozhovorů s Jozefom Leikertem
- 1997 – Literárne vrásky, vzpomínkové eseje
- 1997 – Zastavte paľbu! Prosím…, publicistické texty z let 1989-1996
- 1997 – Očami pútnika, cestopis
- 1997 – Zjavenie Sabíny, stylizovaný cestopisný a dokumentární román
- 1999 – Útek z Neresnice, román